# Pierre Chirac

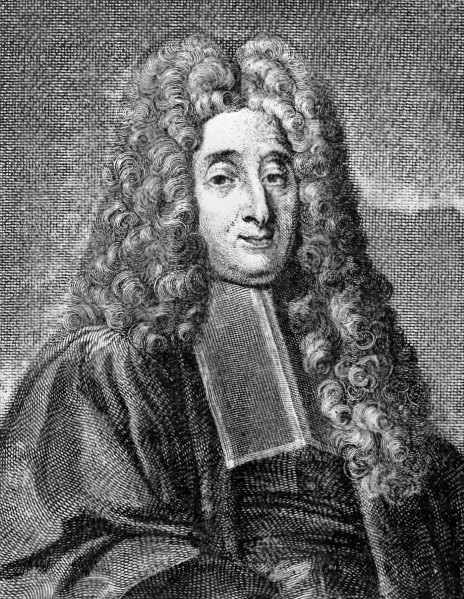
Pierre Chirac

Pierre Chirac (* um 1650 in Conques; † 1. März 1732 in Marly-le-Roi) war ein französischer Mediziner.

## Leben und Wirken
Seine wenig begüterten Eltern schickten ihn zunächst in eine kirchliche Ausbildungsstätte für Chorknaben und niedere Ordensleute. Anschließend erhielt er eine humanistische Ausbildung in einem Jesuitenkolleg in Rodez. Nach Abschluss dieser Studien, bereits 28-jährig, begab er sich 1678 zum Studium der Theologie nach Montpellier. Als Hauslehrer betreute er Isaac Carquet, einen Apothekersohn, der 1684 seinen medizinischen Doktorgrad erhielt. Auch Chirac fand Gefallen an der Medizin, verließ den geistlichen Stand und schrieb sich 1680 für das Studium der Medizin ein. Schon bald wurde er von Michel Chicoyneau († 1701), dem Kanzler der Medizinfakultät, als Hauslehrer für seine Kinder engagiert. Der Fakultätskanzler förderte auch Chiracs Karriere. Aus seiner mit Claire Issert geschlossenen Ehe hatte Chirac eine Tochter Marie, die François Chicoyneau (1672–1752), den Sohn von Michel Chicoyneau heiratete.
In seinem Studium legte Chirac einen Schwerpunkt auf die Anatomie, in der er sein Wissen so weit ausbaute, dass er, noch bevor er Doktor der Medizin war, in diesem Fach selbst Kurse geben durfte. Mit diesen Kursen verdiente er das Geld für seinen Lebensunterhalt und die Gebühren für die Promotion, die er 1683 mit dem Erwerb des Doktorgrades abschloss. Drei weitere Jahre verdiente er sein Geld durch das Abhalten von Anatomiekursen. Jérôme Tenque, Professor der Medizin in Montpellier, machte ihn zu seinem Gehilfen (französisch coadjuteur). 1687 übernahm Chirac den Lehrstuhl von Tenque.
Am 3. Februar 1686 (Matrikel-Nr. 150) wurde „Peter Chirac“ mit dem Beinamen Orion I. zum Mitglied der Leopoldina gewählt. Ab 1699 war er Mitglied der Académie des sciences.

### Arzt in Katalonien und in Rochefort

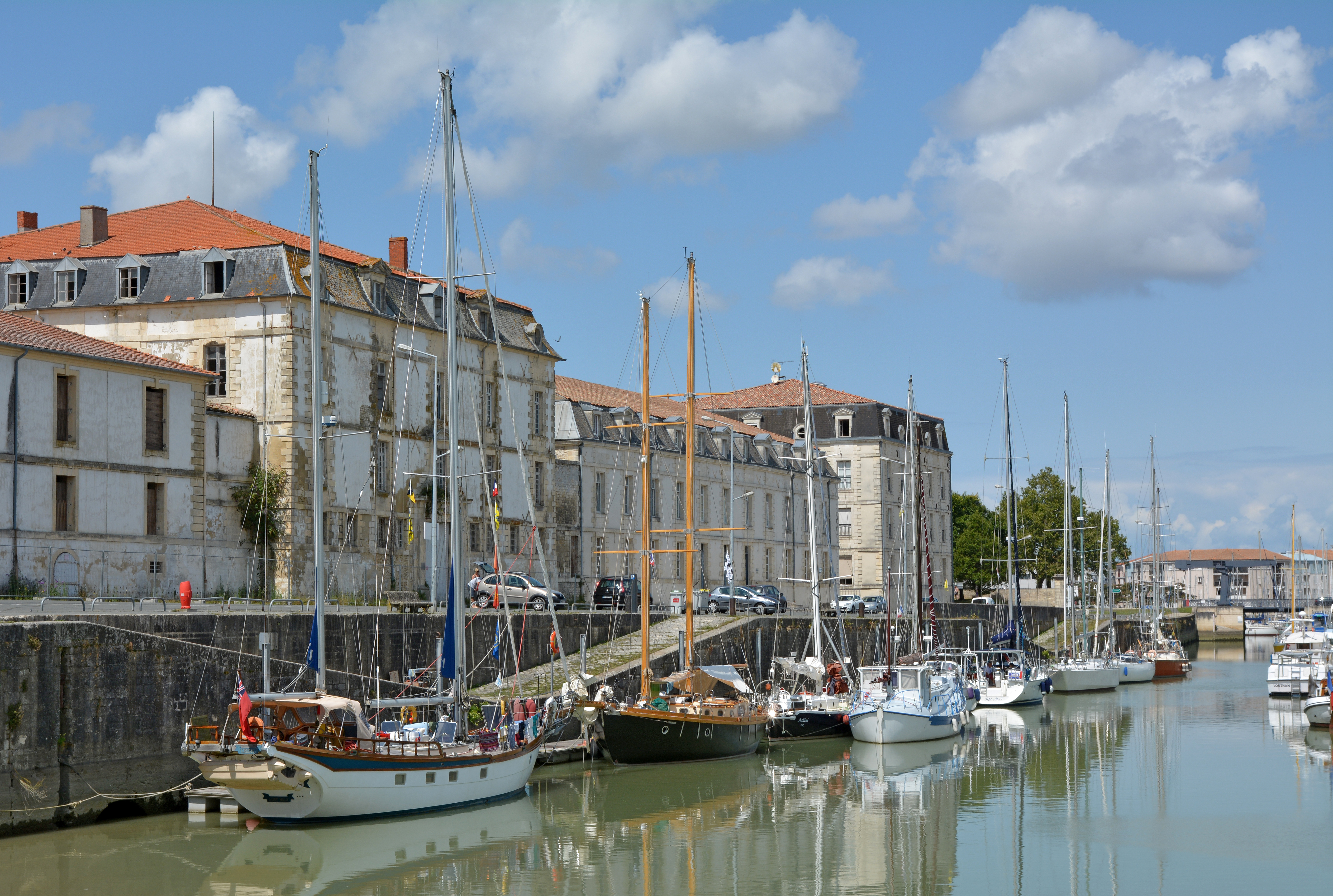
Hôpital-Charente in Rochefort (1683–1788)

Durch die Fürsprache seines Kollegen Charles de Barbeyrac (1629–1699) beim Marschall Anne-Jules de Noailles, der die königliche Armee in Katalonien kommandieren sollte, gelang es Chirac 1692, die Stelle eines Arztes in dieser Armee zu erhalten. Nach der Einnahme des Hafens von Rosas brach 1693 in der Armee des Roussillon eine verheerende Durchfall-Epidemie aus. Durch einen Minister wurde Chirac beauftragt, gegen das Fortschreiten dieser Erkrankung die erst vor kurzem in die Therapie eingeführte Ipecacuanha-Wurzel anzuwenden. Er hatte damit keinerlei Erfolg.
Von 1694 bis 1695 war er Arzt im Hafen von Rochefort. Dort war eine Gelbfieber-Epidemie ausgebrochen. Chirac sezierte 500 Opfer der Epidemie und infizierte sich dabei selbst. Er überlebte zwar, behielt aber lange Zeit eine Gelbsucht und eine allgemeine Schwäche zurück. In Rochefort grassierte auch eine Pockenerkrankung (petite vérole). Bei der Sektion stellte Chirac fest, dass die meisten Opfer dieser Krankheit an Entzündungen des Magens und des Gehirns gestorben waren.

### Prioritätsstreit
Nach seiner Rückkehr nach Montpellier 1695 wurde seine Kraft vor allem durch drei Kontroversen absorbiert:
1. Placide Soracy, ein junger Arzt aus Messina behauptete, dass die Priorität für die „Entdeckungen“, die Chirac in seiner Abhandlung über die Natur & Struktur der Haare veröffentlicht hatte, ihm zustände. Soracy wurde dabei durch den Dekan der Fakultät Jean Chastelain unterstützt, der Chirac nicht wohlgesinnt war.[6][7][8]
2. Der Anatom Raymond Vieussens berichtete 1698 in Montpellier vor der Versammlung der medizinischen Fakultät darüber, dass er im Blut ein „saures Salz“ nachgewiesen habe. Unter den Zuhörern erhob sich Pierre Chirac und behauptete, schon vor Vieussens ein „saures Salz“ im Blut dargestellt zu haben. Daraus erwuchs ein Prioritätsstreit, der dem Ansehen beider Ärzte schadete.[9][10]
3. Der fortgeschrittene Medizinstudent Jean Besse verfasste 1701 ein theoretisches Physiologiebuch, das zunächst in Toulouse gedruckt wurde. Chirac glaubte, darin einen Extrakt aus seinen Vorlesungen zu erkennen, und klagte auf Druckverbot. Besse wich nach Paris aus und konnte sein Werk dort mit Privileg nochmals drucken lassen.[11]

### Arzt des Adels

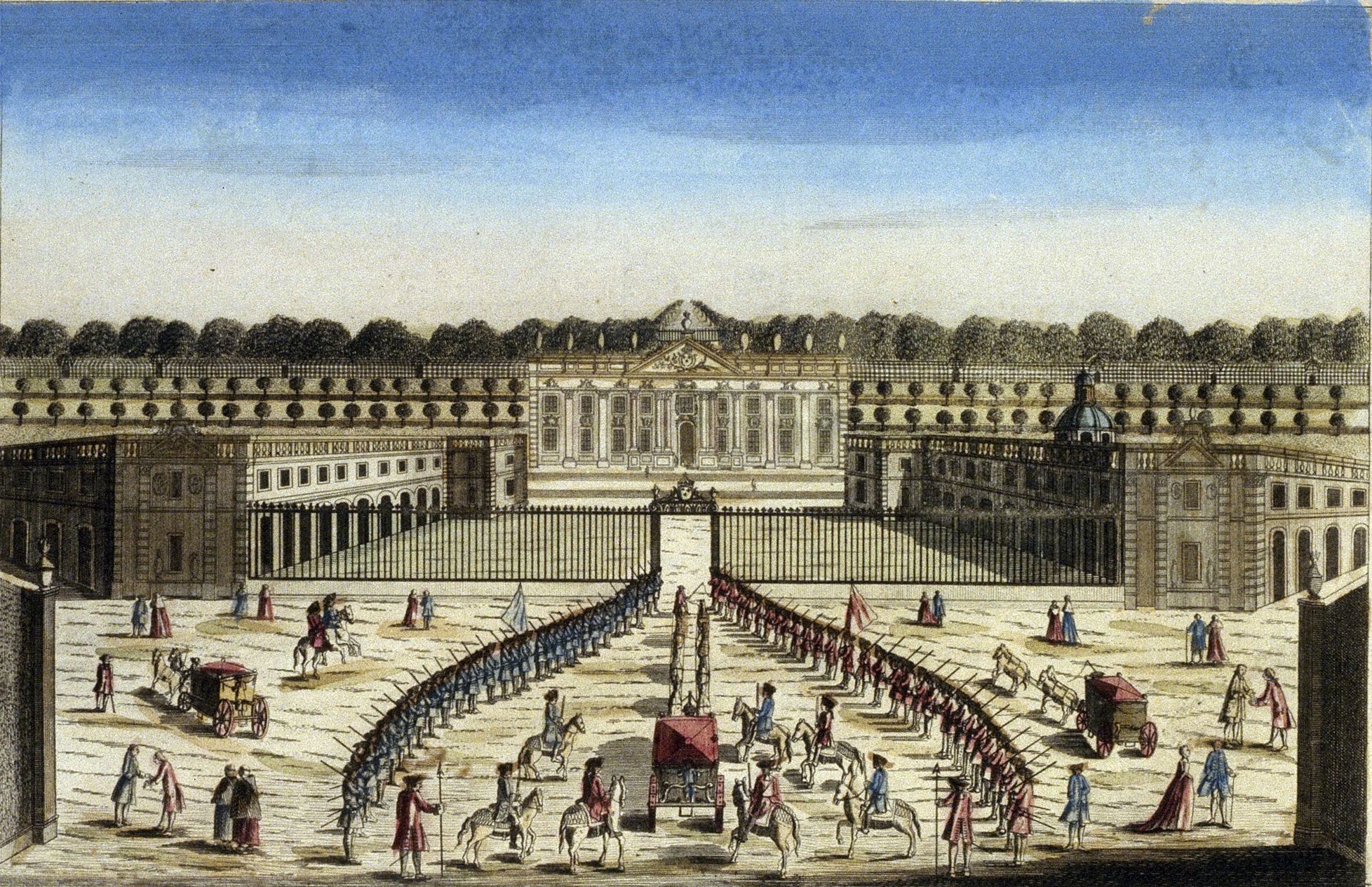
Eingang zum Schloss Marly

Durch Vermittlung des Grafen von Nocé wurde Chirac zum Arzt der königlichen Armee des Herzogs von Orléans bestellt. Er begleitete den Herzog in den Schlachten in Italien (1706) und in Spanien (1707–1708). Während der Schlacht von Turin verletzte sich der Herzog von Orléans am Handgelenk. Chirac heilte ihn schnell durch Eintauchen der Hand in lauwarmes Wasser aus Balaruc. Er errang dadurch ein hohes Ansehen. 1825 schrieb dazu sein anonymer Biograph im Dictionnaire des sciences médicales:
 „Die Heilung eines einzelnen Adeligen erzeugt mehr Beliebtheit, als Jahre, die dazu verwendet werden, den unteren Klassen der Gesellschaft Erleichterung zu verschaffen.“ 
1708 kehrte der Herzog von Orléans nach Paris zurück, wo seit 1705 Wilhelm Homberg sein Leibarzt („premier médecin“) war. Chirac folgte dem Herzog und praktizierte in Paris mit großem Zulauf und hohem Ansehen als einfacher Privatmann, bis der Herzog ihn 1715 nach dem Tod Hombergs zu dessen Nachfolger ernannte, eine Funktion, die er auch nach dem Tod des Herzogs (1723) für dessen Sohn und Nachfolger ausübte. 1716 wurde Chirac freies Mitglied der französischen Akademie der Wissenschaften und 1718 als Nachfolger von Guy-Crescent Fagon Leiter des Königlichen Pflanzgartens. 1728 wurde er geadelt. Als Nachfolger von Claude-Jean-Baptiste Dodart (1664–1730) wurde Chirac 1731 „Erster Arzt des Königs“.

### Standespolitiker
In Paris wollte Chirac eine Medizin-Akademie gründen, die mit den Ärzten aller Krankenhäuser des Königreiches und selbst mit Ärzten ausländischer Krankenhäuser korrespondieren sollte. Diese Akademie sollte Behandlungsmethoden vorschlagen und die damit gesammelten Erfahrungen sowie die Befunde von Leicheneröffnungen sammeln. Die Akademie sollte sich aus 30 bis 40 Ärzten zusammensetzen. Bei der Auswahl dieser Ärzte sollten neben der Pariser Fakultät auch die Fakultäten der Provinz berücksichtigt werden. Die Pariser Fakultät fürchtete den Verlust ihrer Privilegien und verhinderte die Gründung der Akademie.
Ein weiteres Vorhaben, die Vereinigung von Medizinern und Chirurgen, konnte er zeitweise verwirklichen. Auf Chiracs Anregung änderte die Medizinfakultät von Montpellier ihre Statuten und bildete einige Mediziner-Chirurgen aus. Um diese Einrichtung aufrechtzuerhalten, stiftete Chirac in seinem Testament 30 000 Livres mit dem Zweck, dass jedes Jahr drei Ärzte gratis in dieser Richtung studieren sollten. Chiracs Erben haben dieses Testament jedoch erfolgreich angefochten.

## Werke
- Extrait d'une lettre écrite à Mr. Regis l'un des quatre commis pour le Journal des Sçavans. Sur la structure des cheveux. Gontier, Montpellier 1688 (Digitalisat)
- Traité des fièvres malignes, des fièvres pestilentielles et autres. Avec des consultations sur plusieurs sortes de maladies. J. Vincent, Paris 1742, Band I (Digitalisat) Band II (Digitalisat)
- Observations de Chirurgie, sur la nature et le traitement des playes … traduit du Latin en François. Herissant, Paris 1742 (Digitalisat)
- Zusammen mit Jean-Baptiste Silva. Dissertations et consultations médicinales, de Messieurs Chirac, Conseiller d'Etat, & Premier Médecin du Roi, & Silva, Médecin Consultant du Roi, & Premier Médecin de S. A. S. Monseigneur le Duc. Durand, Paris 1744 Band I (Digitalisat) Band II (Digitalisat)